# Чаадаевка (Липецкая область)
Чаада́евка — упразднённая деревня в Долгушинском сельском поселении Долгоруковского района Липецкой области. Исключена из учётных данных в 2001 г.

## География
Деревня Чаадаевка находится в восточной части Долгоруковского района, в 20 км к востоку от села Долгоруково. Располагается на высоком холме по правому берегу реки Снова. К юго-западу от деревни находится крупная запруда «Суры».

## История
Чаадаевка впервые упоминается в 1884 году, как деревня в приходе Ильинской церкви села Долгуша.
Так как деревня была оторвана от основных транспортных сетей, то ко второй половине XX века её обеспечение стало не выгодно. По этому, в конце 1970 годов было принято решение о переселении из неё жителей.
В настоящее время Чаадаевка полностью не обитаема. Жилые дома и постройки, кроме капитальных погребов, не сохранились. Жителями соседних сёл, до нашего времени, используется другое название деревни — «Кожинка». По версии местных жителей главной причиной смерти деревни стало отсутствие источников воды (колодцев). Это связано с тем, что деревня располагалась на высоком крутом склоне и за водой приходилось спускаться к реке более чем на 20 метров вниз.

## Достопримечательности
Хорошо сохранились капитальные каменные погреба, напоминающие бомбоубежища. Развалины жилых домов. Фруктовые сады.

## Транспорт
Чаадаевка связана грунтовыми дорогами с сёлами Долгуша и Нижний Ломовец, деревней Исаевка.